# Angelcorpse
Gli Angelcorpse sono una band death metal/blackened death metal di Kansas City, Missouri attualmente con sede a Tampa, Florida.

## Storia degli Angelcorpse
Essi si formarono nel 1995 e si sciolsero nel 1999, per poi riformarsi nel 2006 e sciogliersi nuovamente nel 2009. Si sono riformati nel 2015 e sono tuttora in attività.
A proposito del nome della band, Pete Helmkamp ha affermato in un'intervista: "È apparso come due parole sul demo, cosicché la Osmose pensò che così fosse. In realtà è stato solo un errore di stampa... è stata una casualità. La verità è che è una singola parola...e inoltre ha un effetto visivo migliore come parola unica. Combacia poi con la pronuncia: ci pronunciamo 'Angelcorpse', non 'Angel Corpse'."

## Discografia

### Album in studio
- 1996 - Hammer of Gods
- 1998 - Exterminate
- 1999 - The Inexorable
- 2007 - Of Lucifer and Lightning

### Live album
- 2002 - Death Dragons of the Apocalypse

### Raccolte
- 2000 - Iron, Blood and Blasphemy

### Demo
- 1995 - Goats to Azazael

### Split
- 1999 - Winds of Desecration (con i Martire)

### Singoli
- 1997 - Nuclear Hell
- 1997 - Wolflust

## Formazione

### Formazione attuale
- Pete Helmkamp (ex Terror Organ) - voce, basso
- Gene Palubicki - chitarra
- Andrea Janko - batteria live session

### Ex componenti
- Bill Taylor (ex Immolation e Feldgrau) - chitarra
- Steve Bailey - chitarra
- John Longstreth - batteria
- Tony Laureano - batteria